# Eminem
Marshall Bruce Mathers III (Saint Joseph, Missouri, 17 d'octubre de 1972), conegut pel seu nom artístic Eminem (sovint estilitzat EMINƎM), és un raper, productor discogràfic i actor estatunidenc. Eminem és considerat un dels millors cantants de rap de la història. També se'l coneix pel seu alter ego Slim Shady, el costat malvat i violent de l'artista. De fet, el seu primer àlbum d'estudi, amb el qual es va fer popular l'any 1999 als Estats Units, porta el títol The Slim Shady LP. El disc, produït pel prestigiós productor i cantant de rap Dr.Dre, fou guardonat amb el premi Grammy al Best Rap Album i Best Rap Solo performance per 'My name is'", durant la cerimònia quaranta-dosena dels Grammy Awards l'any 2000. El seu àlbum següent, The Marshall Mathers LP, va vendre 1,9 milions de còpies la primera setmana, convertint-se en el primer cantant de rap en assolir aquesta xifra. Eminem va guanyar una major popularitat, on destaca el seu propi segell discogràfic Shady Records, i va portar el seu grup D12 a un reconeixement general.

## Joventut
És fill de Deborah Mathers-Briggs i Marshall Bruce Mathers, Jr., descendeix d'escocesos, anglesos i, llunyanament, de suïssos i alemanys.
Poc després del seu naixement, el seu pare va abandonar la família. Fins als dotze anys, Mathers i la seva mare es mudaren a diversos pobles i ciutats de Missouri (inclosos St. Joseph, Savannah i Kansas City) abans d'anar a Warren, Michigan, un suburbi de Detroit. Sent adolescent va adquirir una còpia de l'àlbum de Beastie Boys, Licensed to III. Mathers es va afeccionar a interpretar hip-hop. A catorze anys, amb el pseudònim de M&M, va entrar en un grup anomenat Bassmint Productions i va publicar el seu primer EP anomenat Steppin' Onto The Scene. Més tard van canviar el nom a Soul Intent i als voltants de 1995 van publicar un senzill anomenat «Fuckin' Backstabber» amb el segell discogràfic Mashin' Duck Records.
Tot i ser inscrit a l'escola Lincoln High School a Warren, sovint participava en batalles de freestyle a l'Osborn High School, obtenint l'aprovació del públic d'underground hip-hop. Va repetir novè curs tres vegades a causa d'absències injustificades i finalment va abandonar l'escola a disset anys.

## Carrera

### 1998-2001: Inicis
Eminem, després d'unir-se a Interscope, publicà The Slim Shady LP i en un any va aconseguir tres discs de platí. El contingut de les lletres de les seves cançons provocaren moltes controvèrsies. En la cançó «97 Bonnie and Clyde», Eminem descriu un viatge fet amb la seva filla petita en el qual porten els cadàvers de la seva dona, el de la seva amant i el del seu fill. A la cançó «Guilty Conscience» Eminem encoratja un home a assassinar la seva dona i la seva amant mentre Dr. Dre intenta evitar-ho.
Eminem participà en el segon àlbum pòstum de The Notorious B.I.G., Born Again amb el tema «Dead Wrong», que va ser publicat com un segon senzill.

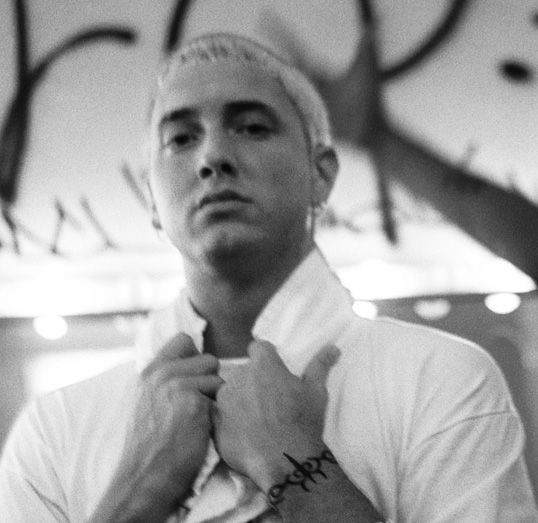
Eminem el 1999

The Marshall Mathers LP, publicat el maig del 2000, va vendre 2 milions i mig de còpies en molt poc temps. Al primer senzill de l'àlbum, «The Real Slim Shady», la lletra explica, entre altres coses, que Christina Aguilera va tenir sexe oral amb Fred Durst (Limp Bizkit) i Carson Daly (de MTV TRL). En el tercer senzill, «Stan» (on fa servir la cançó original de Dido, «Thank you»), conta la història d'un fan tan obsessionat amb ell que acaba suïcidant-se perquè no rebia resposta a les seves cartes.
El gran èxit del segon àlbum va fer que la controvèrsia que envolta Eminem cresqués encara més, especialment quan van nominar The Marshall Mathers LP al Grammy com millor disc de l'any.
Encara que sempre havia dit que les seves lletres havien de prendre's seriosament, i que ell no tenia res en contra dels homosexuals o les dones, el grup de drets dels homosexuals GLAAD va organitzar un boicot contra ell, al qual va respondre cantant la cançó «Stan» amb el cantant Elton John. En acabar l'actuació va abraçar a John per demostrar-li que no tenia res en contra dels homosexuals.
Eminem, en tant com un dels sis membres del grup de rap D12, va participar en l'àlbum Devil's Night, publicat l'any 2001. L'àlbum va ocupar l'espai dels multiplatinum. Contenia el senzill «Purple Pills» que també va esdevenir polèmic. A «Blow My Buzz», cançó que forma part de la banda sonora de The Wash de 2001, Eminem hi va fer un cameo (aparició breu).

### 2002-2003:The Eminem Show
El tercer àlbum d'Eminem, The Eminem Show va sortir a la venda l'estiu de 2002. Incloïa el senzill «Without Me», aparentment una seqüela de The Real Slim Shady en la que fa comentaris despectius sobre grups com (boy bands), Moby i Lynne Cheney, entre d'altres. Aquell any Eminem va descobrir el raper 50 Cent. També incloïa la cançó «Till I collapse» (Fins que m'ensorri) on fa referència a Reggie, Jay-Z, 2 Pac, Biggie, Andre 3000 d'Outkast, Jadakiss, Kurupt, Nas i on esmenta Bobby, Whitney i Nate i es refereix a Somni Humit.
El 19 de novembre de 2003, durant la conferència de premsa de The Source Magazine, es reproduí una cinta de casset que va gravar quan Eminem tenia uns 15 anys. A la lletra Eminem menysprea una noia negra perquè l'havia rebutjat i deia que les dones negres eren estúpides. Aquest fet l'envoltà d'una nova polèmica.

### 2004-2005:Encore
Al final del 2004, Eminem publicà el seu cinquè àlbum d'estudi Encore i el segon que protagonitza després de D12 World. Les vendes als Estats Units van assolir 1.632.000 còpies durant les dues primeres setmanes. En total va vendre 7,8 milions als Estats Units i més de 7 milions a la resta del món. Malgrat això, és un dels àlbums més criticats tant per la lletra com pel context, potser per haver rebaixat el nivell d'agressivitat mostrat en els treballs anteriors i per haver augmentat el sentit d'humor (especialment a «My 1st Single», «Rain Man», «Big Weenie», «Just Lose It» i «Ass Like That»). A causa d'aquest contingut es va especular si aquesta seria la seva última producció, també perquè a la portada apareixia Eminem acomiadant-se del públic i abaixant el teló. Una altra especulació provenia del fet que el final d'Encore diu «See you in hell, fuckers» (Us veuré a l'infern, fills de puta). Això fou desmentit a finals de 2005, quan publicà el seu àlbum de grans èxits, Curtain Call: The Hits, dient que tan sols volia agafar-se un descans i dedicar-se a fer de productor.
El vídeo musical de «Mosh» és una crítica a les eleccions presidencials de George W. Bush, per això Eminem va reunir un grup de gent contrària a Bush, la cançó acabava amb la frase «Vote on november 2nd» i Eminem votant. Bush va guanyar les eleccions i Eminen va editar un segon vídeo de «Mosh», on ell i la seva gent atacaven la Casa Blanca.
| «        | Però he sentit que hi ha persones que diuen que van escoltar la cinta i que no estava tant malament. Però jo estava insultant tota una raça i per això demano disculpes. Estava equivocat perquè no importa de quin color sigui una noia, segueix sent una puta. | » |
| — Eminem | |   |

### 2005-2008: Rumors de retirada
Després de la mort de Proof (el millor amic d'Eminem) es generaren rumors sobre la seva retirada basats en diverses referències trobades a l'àlbum Encore, per exemple, a la portada (on surt Eminem acomiadant-se); a la cançó «Encore/Curatains Down», on Eminem mata el públic present i al final se suïcida, dient See you in hell, fuckers (Ens veiem a l'infern, fills de puta). El 2005, alguns membres de la indústria musical especularen que considerava la possibilitat de retirar-se. L'especulació, iniciada a principis del 2005, partia de la idea d'un suposat àlbum doble que s'havia de publicar a finals d'any. Els rumors afirmaven que el títol seria The Funeral. Mesos després, el 5 de desembre de 2005, va sortir a la venda l'àlbum, publicat sota el segell d'Aftermath Entertainment. El primer dels grans èxits va ser Curtain Call: The Hits. El senzill «When I'm gone» és una de les seves cançons més emotives on parla de la relació entre el pare de família i l'artista que porta dins. També s'inclou «Shake That» juntament amb Nate Dogg, que va arribar a ser nominat en la categoria «Millor col·laboració de Rap» dels premis Grammy de 2007. Eminem va declarar que únicament s'agafaria un descans per dedicar-se a fer de productor, però que no es retiraria.
Durant l'estiu de 2005, Eminem es va embarcar en la seva primera gira de tres anys pels Estats Units: l'Anger Management 3 Tour, acompanyat de 50 cent, G-Unit, Lil' Jon, D12, Obie Trice, The Alchemist, entre d'altres. L'agost del 2005, Eminem va cancel·lar la gira europea. Posteriorment, va anunciar que aniria a un centre de rehabilitació de drogues, de "medicaments per dormir".
Durant tot el 2006 els seus fans van continuar escampant el rumor que Eminem es retiraria, encara que ell ho hagués negat. A finals d'any Eminem va publicar l'àlbum Eminem Presents: The Re-Up. La finalitat era promocionar els nous membres del grup de Shady Records, els quals són Ca$his, Bobby Creekwater i Stat Quo. Tots tres pensaven treure un àlbum el 2007. El primer senzill de l'àlbum va ser «You Don't Know» en el qual Eminem està acompanyat de 50 Cent, Loyd Banks i Ca$his i el segon senzill, «Jimmy Crack Corn».

### 2009-2011:RelapseiRecovery
El 2 de febrer del 2009 va sortir el primer senzill promocional de Relapse, «Crack a Bottle», juntament amb 50 Cent i Dr. Dre, que va ser un èxit total, arribant al primer lloc a la llista Billboard Hot 100. El 7 d'abril del 2009 va estrenar juntament amb un vídeo musical el segon senzill «We Made You», sent el primer que protagonitzava des de You Don't Know. Relapse va sortir a la venda el 15 de maig del 2009 a països europeus com Itàlia, Holanda i d'altres, i als Estats Units va sortir el 19 de maig. L'àlbum ha estat extret de dos senzills promocionals i tres oficials, «Crack a Bottle», «We Made You», «3 a.m.», «Old Time's Sake» i «Beautiful». Quan estava a punt de sortir al mercat el disc Relapse (Recaiguda), Eminem va reconèixer a un rotatiu que la llarga pausa sense gravar s'havia degut al fet que patia una forta dependència de drogues (pastilles com Vicodin, Ambien i Valium) de la qual havia de recuperar-se físicament i mentalment perquè fos possible el retorn. També destacava que va tenir sort de trobar un bon hospital i un bon metge que el desintoxiqués. "Llavors vaig prendre la decisió que el món de la droga s'havia acabat per sempre. Part de la meva curació, va ser, ser sincer amb mi mateix i davant la meva família i els meus amics en el que remarca que no creia que la gent se sorprengués que fos drogoaddicte. Però ningú sabia com de malament estava. Ja no vull amagar res. Soc un addicte, ho he acceptat i superat" va afirmar el raper, qui també va comentar que recuperava la capacitat creativa quan va dir que "el passat any al juny portava un parell de mesos net".
El 21 de desembre de 2009 va publicar de nou l'àlbum Relapse, Relapse: Refill (Recaiguda: Reencarrec), que inclou dos discs, un amb set cançons noves, amb les cançons «Forever», «Elevator» i «Hell Breaks Loose». Va guanyar dos premis Grammy 2010, un per a la Millor interpretació de rap per duo o grup amb «Crack a Bottle» i per al Millor Disc de Rap amb Relapse. Va interpretar aclamades versions de rap "metaleres" de «Drop the World» i «Forever», juntament amb Travis Barker, Lil Wayne i Drake.
El juny de 2010 va publicar el seu últim àlbum Recovery (Recuperació) que inicialment es titularia Relapse 2, però a causa de la gran varietat de contingut (com els nous productors) va canviar el nom. Inicialment, comptava amb artistes com D12, Dr. Dre, 50 Cent i Jay-Z, però després de la renovació del contingut en van aparèixer d'altres com Rihanna, Pink i Lil Wayne. Recovery compta amb productors de la nova generació, com són Boi-1da, Just Blaze, Alex da Kid i DJ Khalil. Dr. Dre i Denaun Porter (Mr. Porter) són productors de dues cançons. El 29 d'abril publica el senzill promocional del setè àlbum d'estudi Recovery, «Not Afraid», que ateny la posició número 1 de Billboard Hot 100. La cançó produïda pel jove creador Boi-1da va ser un èxit tant en llistes dels Estats Units com d'Europa. El juliol de 2010 va publicar el seu tercer senzill «No Love» junt amb el raper Lil Wayne, produïda per Just Blaze, era un mashup d'un gran èxit de la dècada de 1990, «What Is Love?» de Haddaway.
El novembre del 2010 es van donar a conèixer la llista de nominacions als premis Grammy de 2011 i el raper arrasà, ja que obtingué deu nominacions, tot i que només guanyà dos premis. Eminem va assistir a aquesta última edició dels Grammy on va interpretar juntament amb Rihanna la segona part del gran èxit «Love The Way You Lie» i «I Need a Doctor» juntament amb Dr. Dre i Skylar Grey, cosa que significava l'aparició del mentor d'Eminem en l'escenari deu anys després de l'última vegada que ho havia fet.

### 2013:The Marshall Mathers LP 2
El 24 de maig de 2012, Eminem va anunciar que estava treballant en el seu següent àlbum, programat per ser llançat el 2013. Sense tenir títol ni data de llançament, l'àlbum va ser inclòs en la llista «Most Anticipated Albums of 2013» (àlbums més esperats del 2013) de MTV i Complex Magazine, i col·locat en la 6a posició en les dues llistes, i en la 5a de XXL Magazine. The Marshall Mathers LP 2 fou llançat el 5 de novembre de 2013 per Aftermath Entertainment, Shady Records i Interscope Records comptant amb aparicions convidades de Skylar Grey, Rihanna, Nate Ruess i el raper Kendrick Lamar, entre d'altres.

## Estil i influències
La música d'Eminem es classifica específicament com a rap, però també té fortes influències del midwest i west coast rap. A més, en la seva carrera ha tingut un estil molt variat, interpretant diversos subgèneres del rap, com el hardcore bàsic i el horrorcore que mostren el seu costat més violent; el midwest i el west coast; el comedy amb el seu particular humor i ironia; el rap rock, i algunes vegades amb incursions en altres estils. Durant la cerimònia de lliurament dels premis Grammy pel Millor Àlbum de Rap l'any 2003 (The Eminem Show), el raper va anomenar les influències de la seva música:
| «                                                         | He compilat la meva llista personal de MCs que cito en les meves referències que han fet de mi el que sóc ara... - ...honestament, si jo no hagués sentit a aquests ni tan sols seria raper. Aquesta és la llista tot i que sense ordenar: Run DMC, Beastie Boys, LL Cool J, Kool G Rap, Masta Ace, Rakim, Big Daddy Kane, Dr. Dre, N.W.A., KRS-One, Treach de Naughty by Nature, Nas, 2Pac, Notorious BIG, Jay-Z, Method Man. Gràcies, perquè tots els que he anomenat em van ensenyar a rapejar. | » |
| — Eminem, cerimònia de lliurament dels premis Grammy 2003 | |   |

A més d'aquests, Eminem ha anomenat diversos MCs que han influït en el seu estil de rapejar, cosa que s'ha vist reflectit en moltes de les seves cançons com Esham, Newcleus, Ice-T, Mantronix, Melle Mell (específicament en la cançó The Message) i Boogie Down Productions. No solament s'ha inspirat en el hip-hop sinó també en el rock i el pop. Aquestes influències es fan notar en l'àlbum The Eminem Show, en el que hi ha nombrosos exemples de riffs de guitarra elèctrica, classificant-se dins del rap rock, especialment influenciat per Jim Morrison, Led Zeppelin, Jimi Hendrix i Aerosmith, destacant-se aquest últim en la cançó Sing For The Moment, que té un sample de Dream On, tenint com artistes convidats Steven Tyler i Joe Perry en solitari.
Eminem també ha influït en el món musical, especialment en el hip-hop, i sobretot en artistes com Dark Lotus, Porta, K-Rizma, Sullee, Sinik, Plan B, Cass Fox, Mayday!, Collie, Brandhärd, Calle 13, Loyd Banks, Asher Roth, Kaex, PJo, Randam Luck, Hollywood Undead i inclús en el cantant de pop Simone Cristicchi.

## Controvèrsies i critiques
Des dels seus inicis Eminem ha rebut dures crítiques a causa del seu estil musical i pel contingut de les lletres. The Slim Shady LP, el seu àlbum de debut en la companyia Aftermath Entertainment, inclosos alguns dels seus temes més agressius i controvertits. Brain Damage explica un traumàtic assetjament escolar patit durant l'adolescència, que va incloure agressions posteriors.
En la cançó «Kim» de The Marshall Bruce Mathers LP es mostra en una situació hipotètica en què veu la seva esposa enganyant-lo amb un altre home, que el du a assassinar-lo. Aquesta cançó explica una seqüela, estranyament publicada dos anys abans a The Slim Shady Show. En diverses ocasions fa befa de Kurt Cobain (vocalista de Nirvana), principalment després de la seva mort, esmentant-lo a cançons com «Cum on Everybody», i inclús en la seva sèrie de dibuixos animats The Slim Shady Show.
El primer senzill d'Encore, «Just Lose it», fou criticat per Michael Jackson perquè a la cançó i al vídeo musical mostra paròdies d'ell com quan es crema els cabells i li cau el nas. Va tenir problemes legals i el videoclip es va prohibir a diversos canals dels Estats Units i d'altres països. A la cançó «Ass Like That», se'n riu i fingeix tenir fantasies amb Beyoncé, Hilary Duff, Jessica Simpson, Britney Spears, entre d'altres, també dedica burles a R. Kelly, Pee-Wee Herman, Michael Jackson i Arnold Schwarzenegger.
En el vídeo musical «We made you» de l'àlbum Relapse, Eminem fa befa d'artistes com Madonna, Jessica Alba, John Mayer, Lindsay Lohan, Jennifer Aniston, Amy Winehouse o Kim Kardashian, assimilant-se a anteriors cançons com «The Real Slim Shady» i «Without me».

### Conflicte amb Mariah Carey
Eminem ha escrit diverses cançons referents a una relació amb la cantant Mariah Carey, tot i que ella ho nega. Mariah diu que es trobaven, però que no tenien cap relació intima. Eminem hi fa referència en diverses cançons, com «Superman», «Jimmy Crack Corn», «Bagpipes From Baghdad» i «The Warning». Mentre que «Superman» va ser llançat el 2003, Mariah va publicar una cançó anomenada «Clown» (Pallasso) al seu àlbum Charmbracelet, publicat a la mateixa època, on fa referències similars a la consonància amb el seu hit de 2009 «Obsessed». La cançó d'Eminem «Bagpipes From Baghdad» del seu àlbum Relapse potser és el seu disc més popular dirigit a Mariah, a causa de la controvèrsia que va causar. La cançó parla sobre la relació entre Mariah i el seu marit, Nick Cannon. Nick va respondre a Eminem dient que la seva carrera es basa en la intolerància racista i que es venjaria d'ell bromejant sobre el seu retorn al rap. Més tard Eminem va declarar que la parella va interpretar erròniament el tema i que els desitjava el millor. Nick va afirmar que no hi havia ressentiments i que únicament volia expressar els seus sentiments en la cançó.
En el 2009, Mariah Carey va publicar «Obsessed» on cantava sobre un home obsessionat per tenir una relació amb ella. Nick va dir que la cançó no era dirigida a Eminem. Llavors Eminem va donar a conèixer una cançó a la fi de juliol del 2009, «The Warning», on insulta directament Mariah i Nick, dient que encara tenia missatges de veu de Mariah Carey, enviats quan suposadament estaven junts. També va indicar que Mariah havia de preocupar-se més pel que deia: «Mariah, no se t'ha ocorregut que encara podrien haver-hi fotos?» Tot i que en la majoria de les suposades fotografies també suposa que anaven despullats, Mariah mai va explicar si sabia res sobre allò. Al final de la cançó, Eminem li diu a Nick que li digui a Mariah que tanqui la boca o continuarà endavant. El conflicte va decaure quan Mariah i Nick no van respondre a la cançó.

### Crítica a Trump
El 19 d'octubre de 2016 va llançar una cançó amb una forta crítica al president electe dels Estats Units d'Amèrica Donald Trump, la qual va anomenar "Campaign Speech".

## Eminem com a actor
El 2001, Eminem va actuar en la pel·lícula produïda per DJ Pooh The Wash, on comparteix crèdits amb Snoop Dogg, Dr. Dre, Shaquille O'Neal i Ludracris.
Eminem va debutar com a protagonista amb la pel·lícula 8 milè (també coneguda com a Milla 8, El carrer de les il·lusions, 8 milles i 8 milè: carrer d'il·lusions) la qual es va dir que estava en part inspirada en la vida d'Eminem en els suburbis (a 8 milles del centre de la ciutat de Detroit). La pel·lícula es va estrenar el novembre de 2002. Va gravar moltes cançons noves per la banda sonora, inclosa «Lose Yourself», la qual va guanyar un Oscar a millor cançó. També va deixar la seva veu en el programa Crank Yankers i a uns dibuixos animats d'internet: The Slim Shady Show, després venuts en DVD. Eminem va actuar en la pel·lícula de 2009 Funny People, protagonitzada per l'actor Adam Sandler, amb el qual manté una bona relació.
Segons es va informar el 12 de desembre del 2010, Eminem va protagonitzar l'antologia del drama a Soutpaw, escrita per Kurt Sutter. La pel·lícula es va estrenar el 4 d'abril del 2012.
El gener del 2011, Eminem va participar en la pel·lícula sobre el videojoc Grand Theft Auto (GTA) de gènere thriller criminal en Random Acts of Violence dirigida i produïda per David Von Ancken.

### Filmografia
| Any  | Pel·lícula                                    | Personatge                  | Notes                           |
| ---- | --------------------------------------------- | --------------------------- | ------------------------------- |
| 2000 | Da Hip Hop Witch                              | Ell mateix                  |                                 |
| 2000 | The Slim Shady Show                           | Ell mateix                  | Diversos                        |
| 2001 | The Wash                                      | Chris                       | Acreditat                       |
| 2002 | 8 Mile                                        | Jimmy "B-Rabbit" Smith, Jr. |                                 |
| 2003 | 50 Cent: The New Breed                        | Ell mateix                  |                                 |
| 2004 | Crank Yankers                                 | Billy Fletcher              | Paper de TV com a convidat; veu |
| 2009 | Rock and Roll Hall of Fame Induction Ceremony | Ell mateix                  | Va induir a Run-D.M.C.          |
| 2009 | Funny People                                  | Ell mateix                  | Cameo                           |
| 2010 | Entourage                                     | Ell mateix                  | 7x10                            |
| 2012 | Shady Talez                                   |                             | Rol principal                   |
| 2012 | Southpaw                                      |                             | Rol principal                   |
| 2013 | Random Acts of Violence                       |                             | Rol principal                   |
| 2014 | The Interview                                 | Ell mateix                  | Parodia                         |
| 2018 | Bodied                                        | Productor                   | Comèdia dramàtica               |

## Memòria
El 21 d'octubre de 2008 va escriure una autobiografia titulada The Way I Am (en català, Com sóc) on explica la seva lluita contra la pobresa, les drogues, la fama, l'angoixa i la depressió, amb històries sobre el seu ascens a la fama i comentaris sobre les controvèrsies del seu passat. En aquest llibre també es troben lletres originals de diverses cançons, com Stan i The Real Slim Shady.

## Discografia

### Àlbums d'estudi
- Infinite (1996)
- Slim Shady EP (1997)
- The Slim Shady LP (1999)
- The Marshall Mathers LP (2000)
- The Eminem Show (2002)
- Encore (2004)
- Relapse (2009)
- Recovery (2010)
- The Marshall Mathers LP2 (2013)
- Revival (2017)
- Kamikaze (2018)
- Music to be Muredered By (2020)
- The Death of Slim Shady (Coup de Grâce) (2024)

### Àlbums de recopilació
- 8 Mile Soundtrack (2002)
- Curtain Call: The Hits (2005)
- Eminem Presents: The Re-Up (2006)
- Relapse: Refill (2009)
- Shady XV (2014)
- Southpaw Soundtrack (2015)

### Extended plays
- The Slim Shady EP (1997)
- Straight from the Lab (2003)
- Straight from the vault (2011)

### AmbD12
- Devil's Night (2001)
- D12 World (2004)

## Premis i nominacions
Eminem ha guanyat diversos premis Grammy, va ser elogiat com Verbal energy (energia verbal, per la seva alta qualitat lírica, i classificat en el número nou en la polèmica llista de MTV The Greatest Mcs of All Time (els millors MC -mestres de cerimònia- de tots els temps), número 1 en la llista Hottest MC of 2009 (MCs més calents de 2009) i el número 82 en la llista dels 100 millors artistes de tots els temps segons la revista Rolling Stone. L'any 2008 els lectors de la revista Vibe el van votar com The Best Rapper Alive (El millor raper viu). També va ser nomenat com Best Rapper Ever (El millor raper de tots els temps) enderrocant fàcilment tots els oponents en una enquesta duta a terme per tots els fans de la música en la web de Vibe.
Irònicament, The Real Slim Shady, la cançó del seu àlbum guanyador del seu primer Grammy, The Marshall Matters LP, va tancar els premis Grammy amb el segon vers on manifesta opinions sobre els sentiments negatius que generen els seus materials i que li impedirien guanyar-ne un.
A més de tots aquests guardons, el més reconegut és l'Òscar a millor cançó original pel senzill Lose Yourself de la pel·lícula 8 mile, en la que també va interpretar el paper principal, sent la primera cançó de rap en guanyar aquest premi.
El 7 de novembre del 2010 va rebre la nominació als premis EMA per a la millor cançó Love The Way You Lie; Millor Cantant Masculí; Millor de Hip-Hop; Millor vídeo de l'any. Eminem va guanyar el premi EMA al millor artista de Hip-Hop, tot i que no va poder rebre'l perquè era al Brasil fent un Show.

## Altres negocis
- Shady Records
- Shade 45 Sirius
- Shady Ltd. Clothing
- Shady Games
- Eight Mile Style LLC